# Augasmus grouvellei
Augasmus grouvellei là một loài bọ cánh cứng trong họ Phalacridae. Loài này được Guillebeau miêu tả khoa học năm 1894.